# Cerro de Trincheras
Cerro de Trincheras es una accidente orográfico que se localiza en el municipio sonorense de Trincheras (México), inmediatamente al sur de la cabecera de ese municipio. Este cerro es además el yacimiento arqueológico que da su nombre a la cultura de Trincheras, que se extendió por el noroeste de Sonora entre los siglos VIII y XIV aproximadamente.

## Arqueología
Cerro de Trincheras es uno de los yacimientos arqueológicos más relevantes en el noroeste de Sonora, y es el sitio epónimo de la cultura de Trincheras. Se trata de una aldea ocupada durante la fase Trincheras IV, aproximadamente entre los años 1300 y 1450 de la era común. Los ocupantes del lugar construyeron en las laderas del cerro más de 900 terrazas, la mayor parte de ella de 13 a 30 metros de longitud, aunque algunas llegan a medir más de trescientos. Sobre las terrazas se encuentran construcciones de piedra con planta cuadrangular y circular que alcanzan hasta un metro de altura. 
Los habitantes de la aldea de Cerro de Trincheras practicaban el cultivo del maíz, el frijol, el algodón y el magüey. Sin embargo, nunca abandonaron del todo el modo de producción basado en recolección y cacería. 
Las dos edificaciones más notables son llamadas La Cancha y El Caracol. La primera consiste en un rectángulo marcado con rocas apiladas en sus bordes, de esquinas redondeadas, que mide 51 x 13 metros, ubicado en la base norte del cerro y parece haber funcionado como espacio ritual de uso comunitario que pudiera ser un juego de pelota y oros creen que era una especie de teatro al aire libre. La segunda, ubicada en la plaza en el oriente de la cima, es una construcción cuyos muros están en espiral abierta y asemejan un caracol, se encuentra rodeada por estructuras circulares de piedra, de un metro y medio de altura. Su ubicación y el difícil acceso hacia él sugieren que se trataba de un espacio reservado a un grupo muy pequeño de personas, muy probablemente utilizado para ceremonias. 
De acuerdo con los equipos de arqueólogos que han investigado en el yacimiento, Cerro de Trincheras debió ser un centro de importancia regional tan relevante como Paquimé en el oeste de Chihuahua, y señalan que la región de Trincheras muestra una relación más fuerte con la cultura de Paquimé que con el área hohokam, a pesar de la cercanía.
Uno de los primeros europeos en conocer Cerro de Trincheras fue Juan Mateo Mange, quien llamó trincheras a los muros construidos en las laderas del cerro, creyendo que se trataba de edificaciones con propósitos bélicos. Mange llegó a la región en el siglo XVII, cuando la aldea estaba abandonada. Los pobladores de la región del valle del Magdalena para esa fecha eran los pimas y los pápagos

## Estructura
Este fue un asentamiento complejo ya que incluía infraestructura agrícola, barrios de artesanos, residencias de elite, estructuras ceremoniales, observatorios astronómicos, recintos rituales, plazas y una población que excedió los 1000 habitantes. Se eleva 170 metros sobre el nivel del suelo del desierto y se extiende por más de 120 hectáreas. 
Con su construcción, se le dio a dicho pueblo un alto grado de monumentalidad e impresionante distinción, a más de una posición dominante entre el resto de las comunidades agrícolas contemporáneas del valle del Magdalena y sus alrededores.